# Headshot (pel·lícula de 2011)
Headshot (tailandès ฝนตกขึ้นฟ้า) és una pel·lícula de thriller de ficció criminal tailandesa del 2011 escrita i dirigida per Pen-ek Ratanaruang. Basada en la novel·la Rain Falling Up the Sky de Win Lyovarin, és protagonitzada per Nopachai Chaiyanam, Sirin Horwang, Chanokporn Sayoungkul, i Apisit Opasaimlikit.
Headshot es va estrenar al Festival Internacional de Cinema de Toronto de 2011 i més tard es va projectar al Festival de Cinema Asiàtic de San Diego Spring Showcase de 2012, així com al Festival de Cinema del Pacífic Asiàtic de Los Angeles de 2012. La pel·lícula va ser seleccionada com a entrada tailandesa per al Millor Oscar en llengua estrangera a la Premis Oscar de 2012, però no va entrar a la llista final.

## Argument
Un policia convertit en sicari és colpejat al cap per una bala, invertint la seva visió i fent-li veure el món cap per avall.

## Repartiment
- Nopachai Chaiyanam com a Tul
- Sirin Horwang com a Rin
- Chanokporn Sayoungkul com a Joy / Tiwa
- Apisit Opasaimlikit com a Torpong
- Kiat Punpiputt com a Dr. Suang
- Theeradanai Suwannahom com a Tin

## Recepció
Rob Nelson de Variety va qualificar la pel·lícula d'"enrevessada" i es va referir a "els plans del punt de vista al revés" com a "trucs", i va escriure que "els plaers de la foto romanen gairebé exclusivament en l'àmbit cinematogràfic." Marc Savlov de The Austin Chronicle va qualificar la pel·lícula de "magnífica de veure'l" i la va elogiar per "[reinventar] l'estàndard" tropes noir, tot i que va indicar una preferència per Last Life in the Universe, un esforç previ del director Ratanaruang. Va participar com a part de la selecció oficial al XLV Festival Internacional de Cinema Fantàstic de Catalunya, on va guanyar el premi a la millor fotografia.